# أولاد إلياس
قرية أولاد إلياس هي إحدى القرى التابعة لمركز صدفا في محافظة أسيوط في جمهورية مصر العربية. حسب إحصاءات سنة 2006، بلغ إجمالي السكان في أولاد إلياس 16283 نسمة، منهم 8521 رجل و7762 امرأة.